# Suler
Suler (Sulidae) er en familie af sulefugle, der indeholder 9 arter i 3 slægter.

## Klassifikation
- Familie Suler Sulidae
  - Slægt Morus
    - Sule Morus bassanus
    - Kapsule Morus capensis
    - Australsk sule Morus serrator

  - Slægt Papasula
    - Juleø-sule Papasula abbotti eller Sula abbotti

  - Slægt Sula
    - Blåfodet sule Sula nebouxii
    - Perusule Sula variegata
    - Maskesule Sula dactylatra
    - Rødfodet sule Sula sula
    - Brun sule Sula leucogaster